# Eugene Moore (regista)
Eugene Moore, anche noto come Eugene Moore Jr., W. Eugene Moore Jr. e W. Eugene Moore (fl. XX secolo), è stato un regista e attore statunitense.

## Biografia
Non si conoscono dati biografici di Eugene Moore. Iniziò a lavorare nel cinema per la Thanhouser Film Corporation: nel gennaio del 1913, uscì il cortometraggio A Guilty Conscience di cui era protagonista. Nello stesso anno, firmava la regia di King René's Daughter, un film interpretato da Maude Fealy, tratto da un poema danese popolarissimo nell'Ottocento che era stato portato in scena anche a Broadway in due differenti versioni. Con Maude Fealy, una bellissima attrice di teatro molto nota, girò - sempre per la Thanhouser - ancora svariati film tra cui (almeno secondo l'IMDb) The Legend of Provence, un'altra storia tratta da una poesia, e Frou Frou, una delle numerosi versioni cinematografiche del lavoro teatrale di Henri Meilhac e Ludovic Halévy. Nel 1917, diresse Baby Marie Osborne, una popolarissima attrice bambina del cinema muto.
Nella sua carriera, che durò fino al 1919, diresse almeno trentacinque pellicole e recitò in quasi venti film.

## Filmografia

### Regista
- King René's Daughter (1913) - come W. Eugene Moore Jr.
- The Ward of the King (1913) - come W. Eugene Moore Jr.
- The Spartan Father (1913) - come W. Eugene Moore Jr.
- Flood Tide (1913) - come W. Eugene Moore Jr.
- The Children's Hour (1913) - come W. Eugene Moore
- The Legend of Provence (1913) - come W. Eugene Moore Jr.
- Frou Frou (1914)
- The Woman Pays (1914)
- Joseph in the Land of Egypt (1914)
- Cardinal Richelieu's Ward (1914)
- Pamela Congreve (1914) - come W. Eugene Moore Jr.
- The Trail of the Love-Lorn (1914)
- Mr. Cinderella (1914) - come W. Eugene Moore
- The Terror of Anger (1914)
- Naidra, the Dream Woman (1914)
- An Inside Tip (1915) - come W. Eugene Moore Jr.
- God's Witness (1915) - come W. Eugene Moore
- The Picture of Dorian Gray (1915)
- Milestones of Life (1915) - come W. Eugene Moore
- Reincarnation (1915)
- The Price of Her Silence (1915)
- The Mill on the Floss (1915) - come W. Eugene Moore
- The Woman in Politics (1916) - come W. Eugene Moore.
- The Oval Diamond (1916) - come W. Eugene Moore
- Her Father's Gold (1916) - - come W. Eugene Moore
- The World and the Woman, co-regia Frank Lloyd (1916)
- Her New York (1917)
- The Image Maker (1917)
- A Modern Monte Cristo (1917) - come W. Eugene Moore
- Pots-and-Pans Peggy (1917) - come W. Eugene Moore
- The Candy Girl (1917) - come W. Eugene Moore
- When Baby Forgot (1917) - come W. Eugene Moore
- I miei fidanzati (Captain Kiddo, 1917) - come W. Eugene Moore
- The Girl Who Won Out (1917)
- Sue of the South (1919) - come W. Eugene Moore

### Attore
- A Guilty Conscience (1913) - come W. Eugene Moore Jr.
- The Boomerang (1913)
- Her Nephews from Labrador (1913)
- Good Morning, Judge, regia di Lawrence Marston (1913)
- A Mystery of Wall Street (1913)
- The Patriot (1913)
- For Another's Sin (1913)
- The Spartan Father, regia di Eugene Moore (1913)
- Flood Tide, regia di Eugene Moore (1913) - come W. Eugene Moore Jr.
- An Unfair Exchange (1913)
- The Million Dollar Mystery, regia di Howell Hansel (1914)
- The Messenger of Death (1914)
- Conscience (1914)
- The Harvest of Regrets, regia di Arthur Ellery (1914)
- Mercy on a Crutch, regia di Jack Harvey (1915)
- His Vocation (1915) - come W. Eugene Moore Jr.
- The Mill on the Floss, regia di Eugene Moore (1915) - come W. Eugene Moore
- The Woman in Politics, regia di Eugene Moore (1916) - come W. Eugene Moore
- Where Wives Win - (1916) - come W. Eugene Moore